# ایسابو
ایسابو یک ژنرال نظامی و سیاستمدار پادشاهی شیلا در قرن ششم میلادی بود. به گفته سامگوک ساگی، او از نسل چهارم نائمول پادشاه شیلا است. او همچنین با نام تائجونگ (به انگلیسی: Taejong) شناخته می‌شد. او امروزه بیشتر به خاطر نقشش در تحت سلطه درآوردن کشور جزیره‌ای یوسان‌گوک به یاد می‌آید. یوسان‌گوک جزیره امروزی اولونگدو است که در دریای ژاپن (دریای شرقی) واقع شده‌است. در مورد نام خانوادگی او اختلاف وجود دارد، زیرا نام خانوادگی او در سامگوک ساگی به عنوان کیم نوشته شده‌است. او از نسل چهارم پادشاه نائمول بود که ثابت می‌کند نام خانوادگی او کیم است. اما در سامگوک یوسا، نام او پارک آی‌جونگ (به کره‌ای: 朴伊宗) است.

## دستاورد
در طول سلطنت پادشاه جیجئونگ، ایسابو برای اولین بار به عنوان فرماندار (gunju) استان سیلجیک (실직주) امروزی سامچئوک منصوب شد.
سپس، او به عنوان فرماندار Haseula که امروزی گانگوون است، منصوب شد. این زمانی بود که شیلا، از جمله مناطق داخلی آن، اغلب در معرض دزدی دریایی مردم یوسان‌گوک قرار گرفت. به دلیل شرایط سخت جغرافیایی یوسان‌گوک، مردم اوسان‌گوک معتقد بودند که شیلا به جزیره آنان حمله نخواهد کرد.
با این حال، ایسابو تصمیم گرفت این کشور جزیره‌ای را تحت سلطه خود درآورد. با این حال، شرایط سخت جغرافیایی تنها مانع نبود. از آنجایی که یوسان‌گوک کشور جزیره‌ای متشکل از قبایل مستقل است که برای زندگی به ماهیگیری متکی هستند، مردم یوسان‌گوک تا حدودی غیرقابل کنترل و تهاجمی بودند و بنابراین تسخیر آنها سخت بود. برای غلبه بر چنین موانعی و تسخیر این کشور جزیره‌ای، ایسابو ایده‌ای برای فریب مردم یوسان‌گوک به کار برد تا تسلیم شوند. او شیرهای چوبی بزرگی ساخت و آنها را در کشتی‌های جنگی بار کرد. او مردم یوسان‌گوک را تهدید کرد و گفت که اگر تسلیم نشوند، شیرها را آزاد خواهد کرد. سرانجام ترفند او عملی شد و مردم یوسان‌گوک تسلیم شدند. به لطف ایسابو، یوسان‌گوک در سال ۵۱۲ میلادی مطیع شیلا شد. ,
ایسابو پس از به دست آوردن قدرت عالی نظامی در سال ۵۴۱، قلمروی پادشاهی شیلا را بیشتر گسترش داد، تا قلمرو باکجه و گوگوریو سابق که به شمال استان هامگیونگ امروزی رسید. ایسابو همچنین دایگا را تحت سلطه خود درآورد که به کنفدراسیون گایا پایان داد و بنابراین، قدرت سیلا را در بخش جنوب‌شرقی کره تثبیت کرد.

## کشتی تحقیقاتی
یک کشتی تحقیقاتی شاخص کره جنوبی، ایسابو، به نام او نامگذاری شده‌است. با توجه به نام آن، محققان مؤسسه ملی تحقیقات دریایی ژاپن از دولت ژاپن دستور دریافت کرده‌اند که در هیچ همکاری یا سفر دریایی مربوط به کشتی شرکت نکنند.

## فرهنگ عامه
- به تصویر کشیده شده توسط پارک سئوجون در مجموعه تلویزیونی «هوارانگ: جوانان جنگجوی شاعر» ۲۰۱۶–۲۰۱۷ KBS2.